# Andrew Hjulsager
Andrew Hjulsager (15 de janeiro de 1995) é um futebolista profissional dinamarquês que atua como meia-atacante, atualmente defende o Celta de Vigo.

## Carreira

### Brondby
Andrew Hjulsager é um produto da base do Brøndby, estreou em 2010 como profissional. 

### Celta de Vigo
Foi vendido ao Celta de Vigo no final de janeiro de 2017, por 1 milhão e 200 mil euros.